# Oleksandr Korniiciuk
Oleksandr Evdokîmovîci Korniiciuk (în ucraineană Олександр Євдокимович Корнійчук; n. 12/25 mai 1905, Hrîstînivka, gubernia Kiev⁠(d), Imperiul Rus – d. 14 mai 1972, Kiev, RSS Ucraineană, URSS) a fost un dramaturg ucrainean sovietic.
A scris drame dedicate eroismului în războiul civil și cel antifascist.
Teatrul său se caracterizează prin acțiune bine condusă și spiritualitatea dialogului, limbajul popular de intens lirism.
În 1943 a fost decorat cu medalia „Erou al Uniunii Sovietice”, iar în anii 1941, 1942, 1943, 1949, 1951 a primit „Medalia Stalin”.
În perioadele 1938-1941 și 1946-1953 a fost președinte al Uniunii Scriitorilor din URSS.

## Scrieri
- 1933: Sfârșitul escadrei (Загибель ескадри)
- 1934: Platon Krecet (Платон Кречет)
- 1941: În stepele Ucrainei ("В степах України")
- 1942: Frontul (Фронт)
- 1954: Aripa
- 1957: De ce zâmbesc stelele
- 1960: La Nipru.